# GOES 14

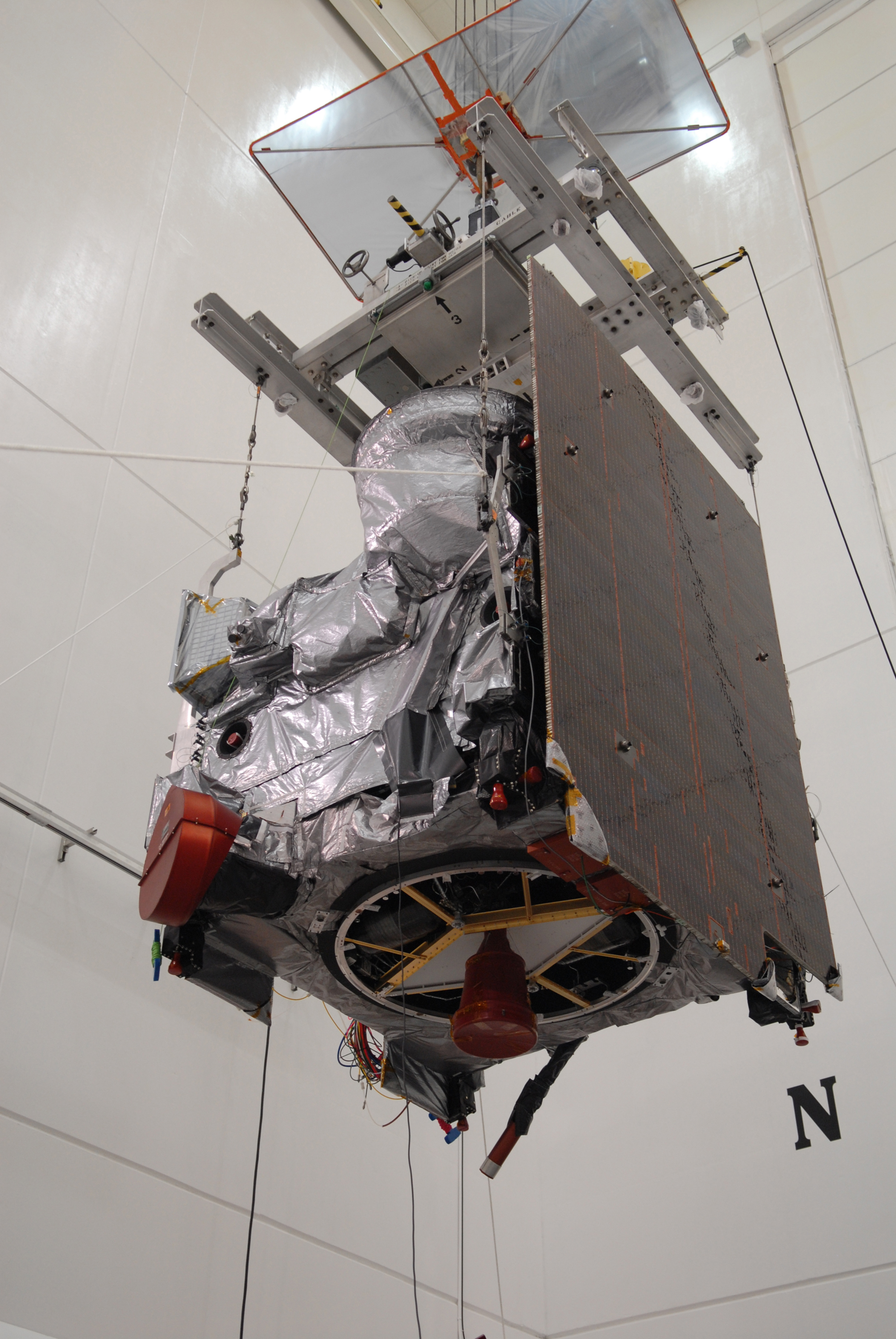
O GOES-14 sendo preparado.

O GOES 14, conhecido também como GOES-O antes de se tornar operacional, é um satélite meteorológico geoestacionário operado pela National Oceanic and Atmospheric Administration dos Estados Unidos como parte do Geostationary Operational Environmental Satellite.[carece de fontes?]
Esse satélite foi construído pela Boeing baseado na plataforma de satélite BSS-601, assim como seu antecessor, o GOES-13 lançado em Maio de 2006.[carece de fontes?]
O GOES 14, foi lançado por um foguete Delta IV-M+(4,2) as 22:51 GMT em 27 de Junho de 2009, a partir da Estação da Força Aérea de Cabo Canaveral, atingindo sua órbita em 7 de Julho. Depois disso ele entrou em modo de testes operacionais por 6 meses. Em seguida, foi colocado no "orbital storage mode" ou "stand-by".  A sua primeira imagem completa foi enviada em 27 de Julho de 2009.[carece de fontes?]